# 藤井治芳
藤井 治芳（ふじい はるほ、1936年10月1日 - 2023年3月18日）は、日本の官僚。日本道路公団総裁、建設事務次官、駐車場整備推進機構理事長を歴任。
宮崎県都城市出身（生まれは東京都）。

## 人物
東京都立戸山高等学校、東京大学工学部土木工学科卒、東京大学大学院工学研究科土木工学専攻修士課程修了。
建設省入省後は技官として道路畑一筋に歩み、「道路のドン」「ミスター道路」「ミスター高速道路」などと呼ばれた。
道路公団総裁時には道路公団の民営化に抵抗し、さらに総務部調査役の片桐幸雄の内部告発により債務超過である財務諸表の存在が明らかになったが、藤井は一貫してその存在を否定した上に片桐を左遷したことで批判が高まった。直後の小泉再改造内閣で就任した国土交通大臣の石原伸晃から促された辞表提出を拒否し続けた結果、2003年10月24日に日本道路公団法の規定によって解任された。解任取消を求めて東京地方裁判所に提訴したが、2006年9月6日に解任処分は相当であると、藤井敗訴の判決が下された。

## 家系
- 藤井家は藤原鎌足の末裔とされ江戸時代､島津家の家臣として幕末期には藩校を主宰した。
- 父・藤井真透も明治神宮外苑などを手がけた土木技官。
- 兄・藤井真治は、学徒出陣した海軍大尉で、1945年4月6日、神風特別攻撃隊第一八幡護皇隊の一員（九七式艦上攻撃機偵察員）として沖縄周辺の米艦隊への攻撃に参加し、戦死（阿川弘之の小説雲の墓標に登場する藤井大尉は、彼がモデルといわれる）。

## 経歴
- 1962年 - 建設省入省[1][4][3][2]
- 1978年 - 関東地方建設局東京国道工事事務所長
- 1983年 - 道路局道路経済調査室長
- 1985年 - 道路局有料道路課長
- 1987年 - 道路局企画課長
- 1989年 - 中部地方建設局長
- 1990年 - 道路局長[2]
- 1993年 - 技監[2]
- 1995年 - 建設事務次官[1][2][3]
- 1996年 - 退官[1][3]
- 1998年 - 駐車場整備推進機構理事長
- 1998年 - 日本道路公団副総裁
- 2000年 - 日本道路公団総裁[1][4][5][3][2]
- 2003年 - 解任[1][4][5][3][2]

## 関連書籍
- 日経BP社『藤井治芳伝 : 道路膨張の戦後史』日経BP社〈日経ビジネス〉、2003年。ISBN 4822201538。